# 칭다오 대학
칭다오 대학(青岛大学)은 중화인민공화국의 공립 대학교이다.
원래 이 학교는 청나라 말기 시대이던 1909년 12월 1일 칭다오 학당(青島學堂)으로 개교하였는데 이후 중화민국 국민정부 정권 시대 말기 때였던 1945년 칭다오 대학관(青島大学館)으로 교명이 개칭되었다. 이후 중화인민공화국 시대였던 1985년 칭다오 대학(青島大學)으로 교명이 재개칭되면서 이 교명이 현재에 이르고 있다.